# IC 2508
IC 2508 — галактика типу E (еліптична галактика) у сузір'ї Малий Лев.
Цей об'єкт міститься в оригінальній редакції індексного каталогу.